# San Gaetano

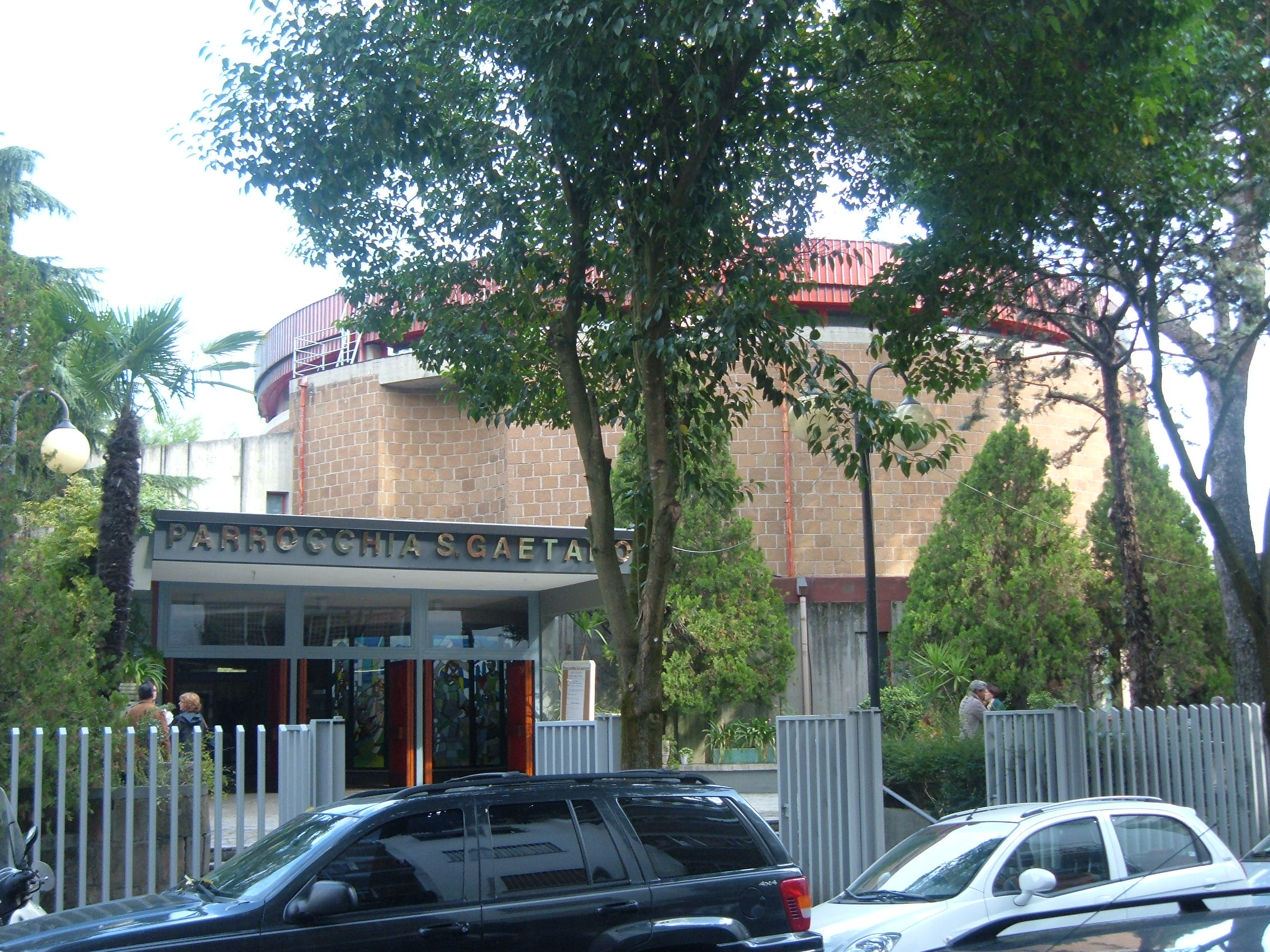
Vista da igreja.

San Gaetano di Thiene a Tor di Quinto, conhecida apenas como San Gaetano, é uma igreja paroquial e conventual localizada na Via Tuscania, 12, no quartiere Tor di Quinto de Roma, perto de onde a Via Flaminia Nuova e a Via Cassia Nuova se separam. É dedicada a São Caetano.

## História
Esta paróquia foi instituída em 1962 e deixada aos cuidados dos teatinos, a congregação fundada por São Caetano. A igreja propriamente dita foi completada em 1979 com base num projeto de Giorgio Pacini.

## Descrição

### Exterior
A igreja é baseada numa planta circular que abrange tanto a nave quanto o presbitério. Este miolo é circundado por zonas anexas radiais de diferentes tamanhos e alturas, incluindo um lobby de entrada, uma capela ferial (utilizada para missas diárias), a sacristia atrás do altar e dois deambulatórios ligados que envolvem as laterais da igreja.
A estrutura foi construída com base numa estrutura de concreto armado, incluindo as paredes das zonas anexas, que foram deixadas sem pintura ou decoração. Porém, a parede curva da região central foi construída em blocos quadrados de pedra acima do teto das zonas vizinhas. O teto é quase plano, com oito regiões triangulares de inclinação bem suave se encontrando numa claraboia circular. Esta é circundada por uma coroa de aço pintada de vermelho e encimada por uma cruz sobre uma montanha, uma referência ao brasão do papa Pio XII. Os beirais do telhado são profundos e salientes e estão pintados de vermelho opaco; abaixo deles há uma faixa de janelas que circunda a igreja. 
A entrada é perpendicular ao raio da igreja e tem um grande dossel horizontal de concreto suspenso com o nome da paróquia na frente.

### Interior
O interior tem oito pilares de concreto armado sustentando o teto, que é majoritariamente liso. As paredes são quase todas pintadas de amarelo claro. Três dos oito setores do lado esquerdo contam com uma galeria sobre o deambulatório e, nestes, os pilares estão isolados.
Ao contrário do que seria de se esperar numa igreja circular, o altar não está posicionado centralmente e sim no lugar tradicional. O teto é composto por oito vigas de aço posicionadas radialmente convergindo numa claraboia; estas, por sua vez, estão conectadas por treliças circulares de aço. Nos espaços formados pela trama está um revestimento de tábuas de madeira.

## Cappella della Clinica Nuova Villa Claudia
A paróquia mantém uma capela para realização de missas numa clínica médica chamada Nuova Villa Claudia, na Via Flaminia Nuova, 280, uma estrutura sem identidade arquitetural própria.